# Alaria alata
Alaria alata е вид паразитен плосък червей от клас Смукалници. Паразитира в червата на кучета, котки и лисици. Разпространен е основно в Австралия и Европа.

## Морфология
Дължината на тялото е в рамките на 3 – 6 mm. Смукалата са слабо развити, коремното е по-слабо изразено.